# 二药藻
二药藻（学名：Halodule uninervis），又名單脈二藥藻，为眼子菜科二药藻属下的一个种。

## 扩展阅读
- 維基物種上的相關：二药藻